# Діверікз
Діверікз, Дівірікс, Дівірік — божество балтських племен.
В Іпатіївському літописі згадується як литовський «заячий бог»: у розповіді про Міндовга стверджується, що він, незважаючи на хрещення, поклонявся поганським богам 

первомоу Нънадѣеви и Телѧвели и Диверикъзоу заеӕчемоу бо҃у и Мѣидѣиноу егда выѣхаше на поле и выбѣгнѧше заӕць на поле в лѣсъ рощѣниӕ не вохожаше воноу и не смѣӕше ни розгы оуломити

У «Хроніці Биховця» (відомої за списком XVII століття) також сказано, що 
Міндовг постійно приносив своїм богам потай жертви, першому Нонадаєву, Телявелі та Діверіку, заячому богу і Медіну, і коли виїжджав в поле і перед ним заєць пробігав по полю в ліс, і він в той ліс не входив та людям забороняв, щоб там навіть і прута не ламали, і богам своїм приносив жертви, і тіла мертвих спалював та язичництво своє явно дотримувався: 

ofiry czynił bohora swoim wtayne, perszym Nonadajawi, Telaweli, Dyweryk, zaieczyiemu bohu y Medynu. Y koli wyiedet na pole, y beżyt zaiec na pole w hay pered nim, y on w tot les ne wchożywał у ludem zakazał, ani rozgi sztoby ne wyłomali.

За однією версією, яка з'явилася в XIX столітті, це був бог-повелитель богів (лит. dievų rikis). Цю версію підтримувала  Ґімбутас Марія та Альгірдас Греймас. За іншими уявленнями, Діверкіз етімологізується як «бич бога» (лит. Dievo rykštė) та являє собою періфрастичне або евфемістичне іменування бога громовержця Перкунаса.